# Estación de Las Rozas
Las Rozas es una estación de ferrocarril situada en el municipio español de Las Rozas de Madrid, en la Comunidad de Madrid. Forma parte de las líneas C-7 y C-10 de Cercanías Madrid.

## Situación ferroviaria
La estación se encuentra en el punto kilométrico 17,1 de la línea férrea de ancho ibérico que une Madrid-Atocha Cercanías con Pinar de Las Rozas, a 723,38 metros de altitud. El tramo es de vía doble y está electrificado. Históricamente este tramo de la red iba unido a la línea Madrid-Hendaya hasta que se cambió la cabecera de Príncipe Pío a Madrid-Chamartín.

## Historia
La estación fue inaugurada el 9 de agosto de 1861 con la puesta en marcha del tramo Madrid-El Escorial de la línea radial Madrid-Hendaya. Su explotación inicial quedó a cargo de la Compañía de los Caminos de Hierro del Norte de España quien mantuvo su titularidad hasta que en 1941 fue nacionalizada e integrada en la recién creada RENFE. Desde el 31 de diciembre de 2004 Renfe Operadora explota la línea mientras que Adif es la titular de las instalaciones ferroviarias.

## La estación
Está situada al este de la autovía del Noroeste que atraviesa el municipio mientras que el casco urbano está situado principalmente al oeste de dicha autovía. Existen varios puentes que comunican ambos lados para permitir a los viajeros llegar a pie al centro del municipio desde la estación. Dispone de un amplio edificio para viajeros que se vio ampliado tras retirar dos de las cuatro vías que componían la estación. Esa misma ampliación afectó a los dos andenes laterales.

## Servicios ferroviarios

### Cercanías
| procedencia/destino | < estación  | Línea | estación > | destino/procedencia |
| ------------------- | ----------- | ----- | ---------- | ------------------- |
| Príncipe Pío        | Majadahonda |       | Pitis      | Alcalá de Henares   |
| Chamartín           | Majadahonda |       | Pinar      | Villalba            |

La estación forma parte de las líneas C-7 y C-10 de la red de Cercanías Madrid.

## Conexiones

### Autobuses
| Diurnos |                          |                                    |                      |
| Línea   | Destino                  | Parada                             | Operador             |
| 1       | Las Rozas                | 06146 Pza. Madrid - Ctra. Coruña   | Auto Periferia, S.A. |
| 2       | Las Rozas                | 06146 Pza. Madrid - Ctra. Coruña   | Auto Periferia, S.A. |
| 1       | Urb. Molino de la Hoz    | 13036 Pza. Madrid - Est. Las Rozas | Auto Periferia, S.A. |
| 2       | Monte Rozas - El Encinar | 13036 Pza. Madrid - Est. Las Rozas | Auto Periferia, S.A. |

| Diurnos   |                                                                |                                         |                           |
| Línea     | Destino                                                        | Parada                                  | Operador                  |
| 621       | Madrid (Moncloa)                                               | 06146 Pza. Madrid - Ctra. Coruña        | Auto Periferia, S.A.      |
| 623       | Madrid (Moncloa)                                               | 06146 Pza. Madrid - Ctra. Coruña        | Auto Periferia, S.A.      |
| 624       | Madrid (Moncloa)                                               | 06146 Pza. Madrid - Ctra. Coruña        | Auto Periferia, S.A.      |
| 626       | Las Rozas                                                      | 06146 Pza. Madrid - Ctra. Coruña        | Auto Periferia, S.A.      |
| 561       | Majadahonda - Pozuelo - Madrid (Aluche)                        | 13035 Ctra. San Francisco - Pza. Madrid | Avanza Movilidad Integral |
| 561A      | Majadahonda - Pozuelo - Madrid (Aluche) (por Universidad)      | 13035 Ctra. San Francisco - Pza. Madrid | Avanza Movilidad Integral |
| 561B      | Majadahonda - Pozuelo - Madrid (Aluche) (por calle Guadarrama) | 13035 Ctra. San Francisco - Pza. Madrid | Avanza Movilidad Integral |
| 622       | Las Matas                                                      | 13035 Ctra. San Francisco - Pza. Madrid | Auto Periferia, S.A.      |
| 621       | Las Rozas                                                      | 13036 Pza. Madrid - Est. Las Rozas      | Auto Periferia, S.A.      |
| 623       | Urb. Villafranca del Castillo                                  | 13036 Pza. Madrid - Est. Las Rozas      | Auto Periferia, S.A.      |
| 624       | Colonia Veracruz - Las Rozas                                   | 13036 Pza. Madrid - Est. Las Rozas      | Auto Periferia, S.A.      |
| 626       | Majadahonda - Villanueva de la Cañada                          | 13036 Pza. Madrid - Est. Las Rozas      | Auto Periferia, S.A.      |
| Nocturnos |                                                                |                                         |                           |
| Línea     | Destino                                                        | Parada                                  | Operador                  |
| N903      | Madrid (Moncloa)                                               | 06146 Pza. Madrid - Ctra. Coruña        | Auto Periferia, S.A.      |
| N903      | Las Rozas - Monte Rozas                                        | 13036 Pza. Madrid - Est. Las Rozas      | Auto Periferia, S.A.      |